# Neodiphthera papuana
Neodiphthera papuana är en fjärilsart som beskrevs av Rothschild 1904. Neodiphthera papuana ingår i släktet Neodiphthera och familjen påfågelsspinnare. Inga underarter finns listade i Catalogue of Life.